# 潘玉兒

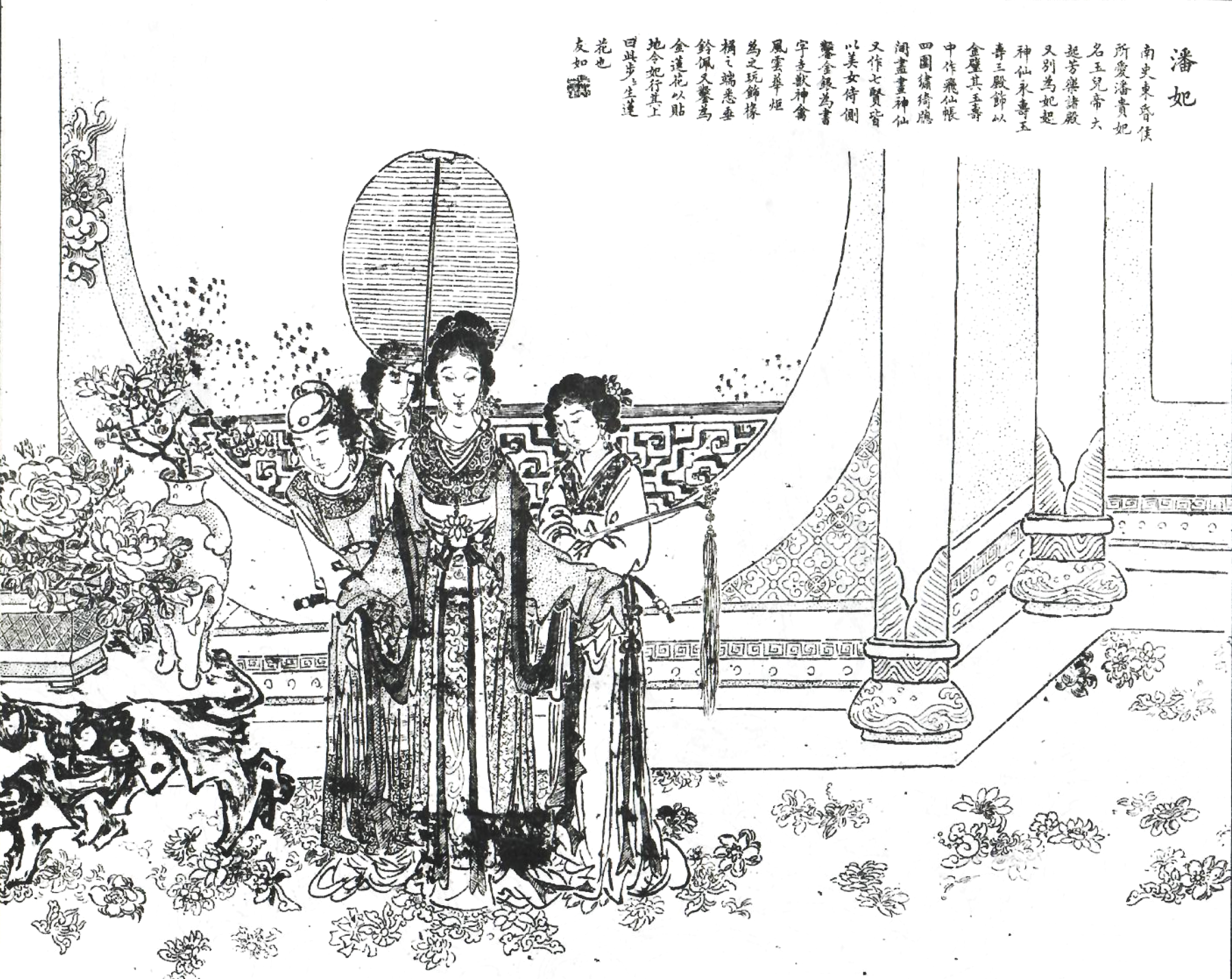
潘貴妃圖像，来自《百美新詠圖傳》

潘玉儿（5世纪—501年），本名俞妮子，又名潘玉奴，父潘宝庆，南齐东昏侯萧宝卷宠妃，有國色。

## 生平
潘玉儿本是妓女，流落到都中。她妖冶绝伦，体态风流，腰肢柔媚，肌肤映雪，乌发如缎，後來萧宝卷發現了這個大美人，便将潘玉儿封为贵妃，潘玉儿不仅拥有玉肌冰肤，美艳无比，而且有一双妙足，柔若无骨，状如春笋，诱人心魄，更让萧宝卷如痴如醉。
太子蕭誦的生母黄氏早亡，萧宝卷令潘贵妃抚养蕭誦，萧宝卷宠爱潘玉儿，而皇后褚令璩則不被礼遇。後來潘貴妃生下一個女兒，封為公主，蕭宝卷和潘玉兒非常疼愛她，但公主卻不幸百日而殤，萧宝卷和潘玉兒痛哭欲绝，萧宝卷還制斩衰絰杖，积旬不听音乐，衣悉粗布，

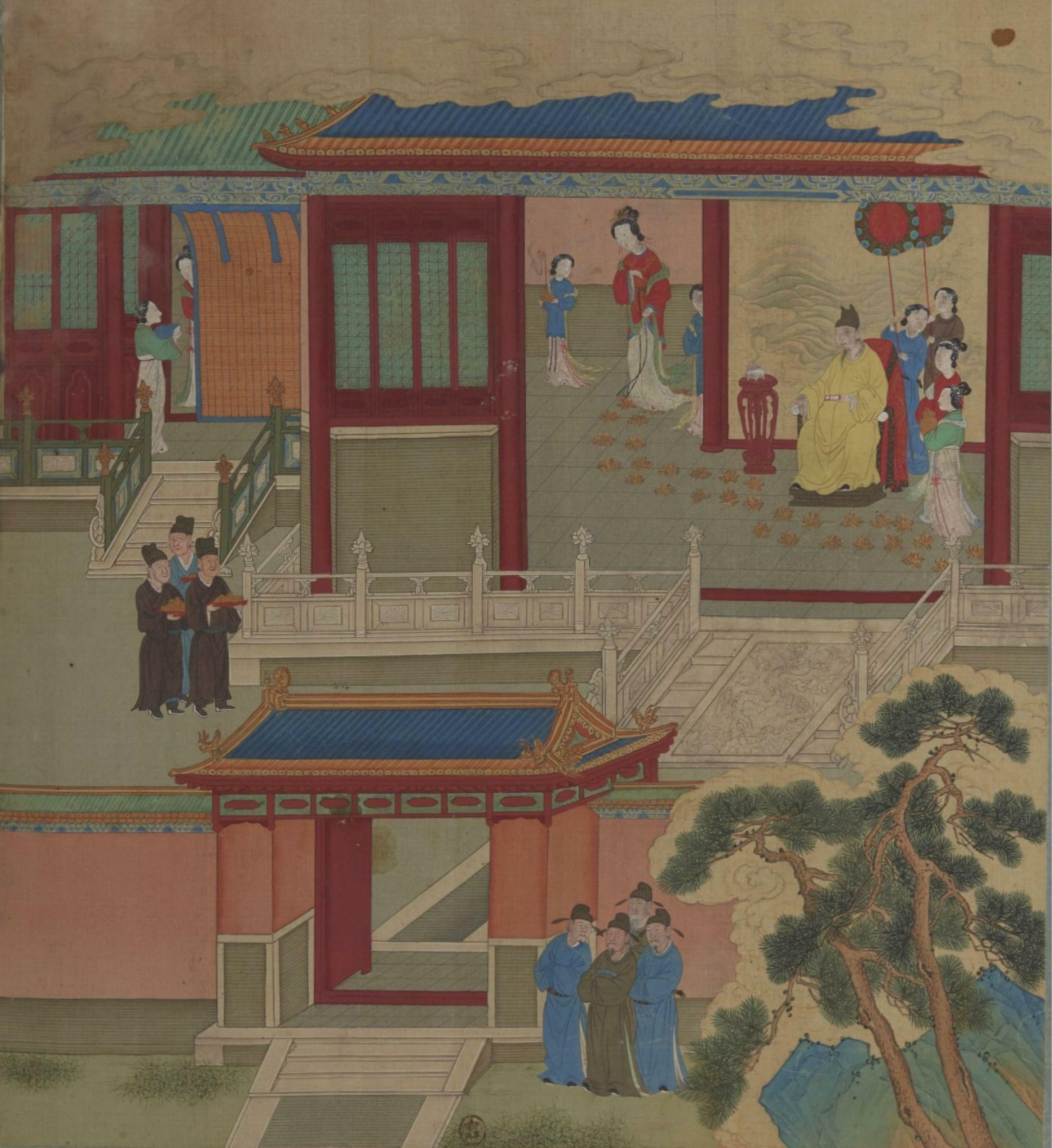
帝鉴图说 金莲布地

後來萧宝卷为了安慰潘玉儿喪女之痛，大兴土木，建造芳华、芳德、仙华、含德、清曜、安寿等宫室，又特别为她修建了神仙、永寿、玉寿三座宫殿，南齐书记载：“壁嵌金珠，地铺白玉，又凿地为莲花，用粉红色美玉装饰，极尽奢华，玉寿殿刻画雕彩，居香涂壁，锦馒珠帘，穷极绔丽”，又让潘貴妃赤裸脚踝在上面珊娜而行，婀娜多姿，萧宝卷眯起双眼，恍若見到一个國色天香的仙女，香风过处，遍地莲花绽放，因而大发感叹：“仙子下凡，步步生莲”。萧宝卷又在“阅武堂”两侧建造“芳乐苑”，亭台楼谢，工巧绝伦，山石都涂上五彩，又建紫閣等台閣，各处墙壁尽画上男女私亵像，供其淫樂觀賞。
潘玉儿出身平民，对于市衢买卖之事，时常心向往之，為此萧宝卷命人在御花园中搭建了一条小型街道，仿照民间市集模样，由宫人分别设置日用杂货及酒肉等店铺，所有六宫的日常用品都在此处购买，潘玉儿担任“市令”，萧宝卷自任“市魁”，如果发现市场里有人不守规矩，或发生争执，就由“市魁”派人拘束听侯“市令”发落，具体再由“市魁”执行，當時人稱“阅武堂，种杨柳，至尊屠肉，潘妃酤酒。”，潘玉儿的服飾，极选珍宝，无论如何价值，只要得到潘玉儿的欢心，千万亿亦在所不惜。相传潘玉儿的一个九鸾琥珀钗，就值价一百七十万。潘玉儿宫中的器皿，皆纯用金银，潘玉儿也任情挥霍，不知节省，今天要这宝，明天要那珍，驿道上供使络绎不绝。
蕭宝卷和潘玉兒驕奢淫樂，享樂無度，永元三年（501年），蕭衍發動政變，萧宝卷被弑，妖豔淫靡的潘貴妃被關在獄中，等候發落。萧衍不忍杀顾盼倾城的潘玉儿，想納潘玉兒為妃子，領軍王茂進諫説：“亡齐者此物，留之恐贻外议。”大将田安啟求为妻室。潘玉儿恸哭道：“昔者见遇时主，今岂下匹非类？死而后已，义不受辱。”潘玉兒自缢而死，已經氣絕身亡，死後仍潔美如生，光彩奪目。“舆出，尉吏俱行非礼”。

## 文学形象
蘇軾《和楊公濟梅花》：“月地雲階漫一樽，玉奴終不負東昏。臨春結綺荒荆棘，誰信幽香是返魂”。
毛熙震《臨記仙》，歎述道：“南齊天子寵嬋娟，六宮羅綺三千。潘妃嬌豔獨芳妍。椒房蘭洞，雲風降神仙。縱態迷觀心不足，風流可惜當年。纖腰婉婉步金蓮。妖君傾國，猶自至今傳”。